# Loge Groot Nederland
Groot Nederland is een vrijmetselaarsloge gevestigd in Den Haag, onder obediëntie van het Grootoosten der Nederlanden. De loge komt iedere donderdag bijeen in het Haagse logegebouw, in de 2e Sweelinckstraat 131.

## Ontstaansgeschiedenis
Loge Groot Nederland heeft het nummer 118 en is in 1922 opgericht als afsplitsing van Loge Hiram Abiff. Het merendeel van de oprichters werkte voor het KNIL of was op een andere wijze verbonden aan Nederlands-Indië. De naam Groot Nederland verwijst in dit geval dan ook naar Nederland en zijn koloniën, Oost- en West Indië. Met deze naam werd het “Indische” karakter van de loge benadrukt. De loge bestond in haar beginperiode voornamelijk uit Nederlanders die terugkeerden uit de koloniën. Zij waren dan al eerder ingewijd, hetzij in een loge in Nederland of in een Nederlandse loge in Indië. Ook vrijmetselaren die voor enige tijd terugkwamen uit Nederlands-Indië participeerden met regelmaat in Groot Nederland om daarna weer terug te keren naar een post in Indië en een loge aldaar.

## 1940-1945
In 1940 werd de Orde van Vrijmetselaren onder het Grootoosten der Nederlanden door de Duitse bezetters als een der eerste verenigingen verboden verklaard. Grootmeester Hermannus van Tongeren werd gearresteerd en kwam op 29 maart 1941 om het leven in het concentratiekamp Sachsenhausen. Loge Groot Nederland werd een slapende loge. Dit weerhield de leden er niet van om elkaar op te zoeken en hun maçonnieke arbeid in het geheim voort te zetten. Noemenswaardig is dat de in 1939 in Loge Groot Nederland ingewijde Han Stijkel een van de eerste verzetsgroepen leidde, de zogenaamde Stijkelgroep. Han Stijkel werd in 1941 gearresteerd en in 1943 door de nazi's in Berlijn-Tegel vermoord. Ter nagedachtenis aan de 43 omgekomen leden van de Stijkelgroep is er een monument geplaatst op begraafplaats Westduin.

## 1945-heden
Na de onafhankelijkheidsverklaring van Indonesië moesten de loges aldaar sluiten en komt er een stroom van repatrianten op gang. Op een gegeven moment telt Loge Groot Nederland zelfs meer dan 200 leden. Het koloniale verleden is inmiddels verleden tijd en er is thans geen sprake meer van een “Indische loge”. Mede als gevolg van de positionering van Den Haag als internationale stad van recht en vrede is het karakter van Loge Groot Nederland inmiddels zeer internationaal georiënteerd.

## Voorzittend Meesters
In onderstaande lijst een overzicht van de Voorzittend Meesters van Loge Groot Nederland gedurende de eerste 45 jaar van haar bestaan.
| Van  | Tot  | Voorzittend Meester            |
| ---- | ---- | ------------------------------ |
| 1922 | 1926 | August Frederik Leopold Faubel |
| 1926 | 1929 | J.M. Baretta                   |
| 1929 | 1932 | Johannes Hubertus Delgorge     |
| 1932 | 1935 | August Frederik Leopold Faubel |
| 1935 | 1936 | J. van Goor                    |
| 1936 | 1938 | C.F.H. Gravelotte              |
| 1938 | 1940 | ir. M. de Wolff                |
| 1945 | 1945 | A.C. Verbeek                   |
| 1946 | 1947 | G.A. Scheffer                  |
| 1947 | 1952 | ir. M. de Wolff                |
| 1952 | 1956 | M.J.A. Waleson                 |
| 1956 | 1960 | L.C. Reedyk                    |
| 1960 | 1962 | mr. A. van Vuure               |

## Comparitie
Loge Groot Nederland komt wekelijks bijeen op de donderdagavond. Als zij geen open loge hebben waarin een rituaal wordt uitgevoerd, houdt de loge bijeenkomsten, welke comparities worden genoemd. Op deze avonden vormt een zogenaamd ‘bouwstuk’ het middelpunt. Een dergelijke presentatie kan gaan over een maatschappelijk of een levensbeschouwelijk onderwerp. Hierbij wordt er aandacht besteed aan relevante vrijmetselaarsideeën.
Om de gedachtewisseling bij de comparitie ruimte te geven, duurt de oplevering van een bouwstuk doorgaans niet langer dan 45 minuten. De opzet van de logeavond is zo dat geen situatie van een spreker en luisteraars ontstaat, maar een voortdurende dialoog, waarbij spontane reacties en een informele uitwisseling van gedachten bevorderd worden. Ook persoonlijke ervaringen krijgen de ruimte, waarbij de spreker ernaar streeft ze zo te brengen dat ook het inzicht van anderen hierdoor verdiept wordt.

## Toetreding
Voor het lidmaatschap van een loge is de toelating als lid van de Orde van Vrijmetselaren onder het Grootoosten der Nederlanden vereist, omdat het lidmaatschap van de loge samenvalt met het lidmaatschap van de Orde van Vrijmetselaren. Men wordt daadwerkelijk lid van een loge door een inwijding of door een overschrijving van een andere loge.
Als iemand lid wil worden moet hij de beginselverklaring van de Orde van harte kunnen onderschrijven. Deze luidt als volgt:
- Een vrijmetselaar is een vrij man van goede naam, die is ingewijd in een tot de Orde behorende loge, dan wel in een loge die werkt onder een door de Orde erkende Grootloge.
- Hij werkt, samen met andere vrijmetselaren, met behulp van symbolen en rituelen aan zijn persoonlijke vorming.
- Deze symbolen en rituelen zijn door de traditie gegeven; zij worden door de vrijmetselaar naar eigen inzicht geïnterpreteerd.
- De gezamenlijke arbeid stimuleert hem ook naar vermogen bij te dragen aan een betere samenleving.
- De vrijmetselaar zoekt dát wat mensen verbindt en tracht weg te nemen wat hen verdeelt, opdat het ideaal van een allen verbindende broederschap gestalte kan krijgen.
- Daarbij aanvaardt hij een persoonlijke verantwoordelijkheid ten opzichte van de wereld, die hij ziet als een te voltooien bouwwerk waarvan ieder mens een levende bouwsteen is.
- Hij verricht die arbeid in het licht van een hoog beginsel, symbolisch aangeduid als opperbouwmeester des heelals.
- De vrijmetselaar erkent de hoge waarde van de menselijke persoonlijkheid, de gelijkwaardigheid van alle mensen, ieders recht om zelfstandig te zoeken naar waarheid en ieders verantwoordelijkheid voor zijn doen en laten.[2]